# Lew Wasiljew
Lew Borisowicz Wasiljew (ros. Лев Борисович Васильев, ur. 7 lutego 1925 w Moskwie, zm. 21 sierpnia 2023) – radziecki przemysłowiec i polityk, Bohater Pracy Socjalistycznej (1977).

## Życiorys
Skończył 8 klas, początkowo pracował jako ładowacz i szofer, w 1943 zmobilizowany do Armii Czerwonej, służył w 96 Dywizji Piechoty Gwardii, ciężko ranny na froncie. Po wyjściu ze szpitala w Engelsie szofer bazy samochodowej Ludowego Komisariatu Floty Rzecznej w Uljanowsku, od 1945 szofer bazy samochodowej Gossnabu ZSRR. Od 1948 pracownik Moskiewskiej Fabryki Samochodów Małolitrażowych, inżynier inspektor i starszy inżynier inspektor Gossnabu ZSRR, od 1951 w WKP(b), od 1953 starszy majster i starszy majster kontrolny. W 1959 ukończył Wydział Wieczorowy Moskiewskiego Instytutu Automechanicznego, w latach 1963–1969 był dyrektorem fabryki, 1968–1983 zastępcą ministra przemysłu samochodowego ZSRR ds. kontaktów ekonomicznych z zagranicą, od września 1969 do 1981 dyrektorem zakładu produkcji samochodów ciężarowych KAMAZ. Następnie (1981–1983) dyrektor generalny Zjednoczenia Produkcyjnego Moskwicz i fabryki samochodów im. Leninowskiego Komsomołu, od maja 1984 do marca 1988 minister budowy maszyn dla przemysłu lekkiego i spożywczego i artykułów gospodarstwa domowego ZSRR, potem zastępca przewodniczącego Państwowej Komisji Rady Ministrów ZSRR ds. Zagadnień Wojskowo-Przemysłowych, jednocześnie od marca 1988 do czerwca 1989 minister ZSRR, następnie na emeryturze. W latach 1986–1990 zastępca członka KC KPZR. Deputowany do Rady Najwyższej ZSRR 10 i 11 kadencji.

## Odznaczenia
- Medal Sierp i Młot Bohatera Pracy Socjalistycznej (15 kwietnia 1977)
- Order Lenina (dwukrotnie)
- Order Rewolucji Październikowej
- Order Wojny Ojczyźnianej I klasy (1985)
- Order Czerwonego Sztandaru Pracy (trzykrotnie)

I medale.